# Tokmak (Ouzbékistan)
Pour les articles homonymes, voir Tokmak.
Tokmak est une commune d'Ouzbékistan située au sud-est de la mer d'Aral.